# دبردان سفلي
دبردان سفلي (بالفارسية: دبردان سفلی) هي مستوطنة تقع في قسم تشاراويماق المركزي في إيران. يقدر عدد سكانها بـ 272 نسمة .